# 圭山国家森林公园
圭山国家森林公园，位于云南省昆明市石林县东部的老圭山山脉，是一个中华人民共和国国家森林公园。

## 概述
圭山国家森林公园海拔2601米，总面积3206公顷，属亚热带低纬度高山气候，有保存完好的原始森林植被，具有丰富的动植物资源。山上有圭山寺，圭山还是革命历史纪念地。圭山林海茫茫，气势恢弘，不仅有浩如烟海的森林景观，还有独特的彝族文化，浓郁的民族风情和宗教文化，多样性的森林植被融合人文、地理、气象等优美的景观，相互烘托形成了可供观赏、游玩的组合景观。1999年12月，成立圭山森林公园后，先后投资近50万元列通往公园的道路、水、电、公园管理用房等基础设施进行了初步建设，初具旅游接待能力。2000年4月5日，圭山森林公园筹建领导小组正式成立，人员6名，由县林业局和石林风景名胜区管理局各派3人共同组成，负责圭山森林公园的各项建设和申报工作。2000年12月28日，圭山公园被国家林业局正式批准为国家森林公园。公园中的森林是以滇青冈、元江栲为主的照叶林，植物种类达137科423属645种。